# 仓成善
仓成善（？—），藏族，青海省平安县人，第五世（不计追认）智合仓活佛。

## 生平
1984年，仓成善出家，此后师从却藏活佛、却西活佛，自青海民族学院毕业。后来，仓成善曾任平安县政协委员、平安县政协秘书长，青海省佛教协会理事。